# Недостаточность карбамоилфосфатсинтетазы I
Недостаточность карбамоилфосфатсинтетазы I — аутосомно-рецессивное заболевание, возникающее в результате врожденного дефекта цикла мочевины, приводящего к гипераммониемии. Существует две основные формы: летальная неонатальная и поздняя. Причиной заболевания является наличие гомозиготной или двух гетерозиготных мутаций в гене, кодирующем карбамоилфосфатсинтетазу I (CPS1) на хромосоме 2q35.